# Secretul cifrului
Secretul cifrului este un film românesc de acțiune din 1960 regizat de Lucian Bratu. În rolurile principale joacă actorii Emanoil Petruț, Geo Maican și Mihai Mereuță. Scenariul este scris de Dumitru Carabăț și Theodor Constantin pe baza romanului La miezul nopții va cădea o stea de Theodor Constantin. Filmul marchează debutul regizoral al lui Bratu în lumea cinematografiei.

## Prezentare
Povestea filmului are loc în 1944 în momentul în care trupele naziste se retrag din România. Naziștii comunicau între ele cu ajutorul unei stații, iar pentru interceptarea acestor mesaje, lucru important, era nevoie de un cifru.

## Distribuție
- Emanoil Petruț – Mihai Ulea
- Geo Maican – Cpt. Dumitriu
- Mihai Mereuță – Neculaie Tălâmbu
- Sandu Rădulescu –  G-ral Voinescu (ca Al. Radulescu)
- Angela Chiuaru – Caterina
- Stamate Popescu – Barbu
- George Măruță – Dorobăț
- Chiril Economu – Cpt. Smeu
- Mircea Constantinescu –
- Romulus Bărbulescu
- Dan Nicolae
- Ion Ciprian
- Dem Rădulescu –
- Costin Popescu
- Gheorghe Andreescu (ca Gh. Andreescu)
- Ernest Maftei
- Benedict Dabija
- Alexandru Azoiței (ca Alex. Azoiței)
- Nicolae Turcu
- Traian Petruț
- Paul Nadolski
- Ion Anghelineș
- Christian Babeș
- Valeriu Arnăutu
- Paul Ioachim
- Gheorghe Radu
- Valeriu Nuță
- Alexandru Lungu (ca Alex Lungu)
- Gil Buznea
- Olga Tudorache – fata cu gâsca în coș (rol episodic, nemenționat)

## Primire
Filmul a fost vizionat de 5.500.305 de spectatori în cinematografele din România, după cum atestă o situație a numărului de spectatori înregistrat de filmele românești de la data premierei și până la data de 31 decembrie 1989 alcătuită de Centrul Național al Cinematografiei.
Tudor Caranfil afirmă că filmul este o „Adaptare după romanul ”La miezul nopții va cădea o stea” de Teodor Constantin, debut pentru Bratu, regizor care caută detaliul subtil și îmbogățește schemele prescrise cu fapte secunde, dând secvențelor culoare în tipologii, și crescendo filmului. Misterul e amplificat abil prin clarobscur, prin petele angoasante de lumină care sparg bezna chiar și în interioarele castelului feudal, plin de capcane și umbre surprinse pe ziduri. Mereuță aruncă priviri drăcești când e în exercițiul spionajului, dar e mai puțin ostentativ și mai credibil când face pe idiotul companiei. Primă jovială apariție a lui Dem Rădulescu aplaudat de 5.500.000 de spectatori”

## Vezi și
- Listă de filme despre cel de-al Doilea Război Mondial
  - Listă de filme despre cel de-Al Doilea Război Mondial produse în anii 1950–1989
- Listă de filme românești despre cel de-al Doilea Război Mondial